# Commissie-Warren

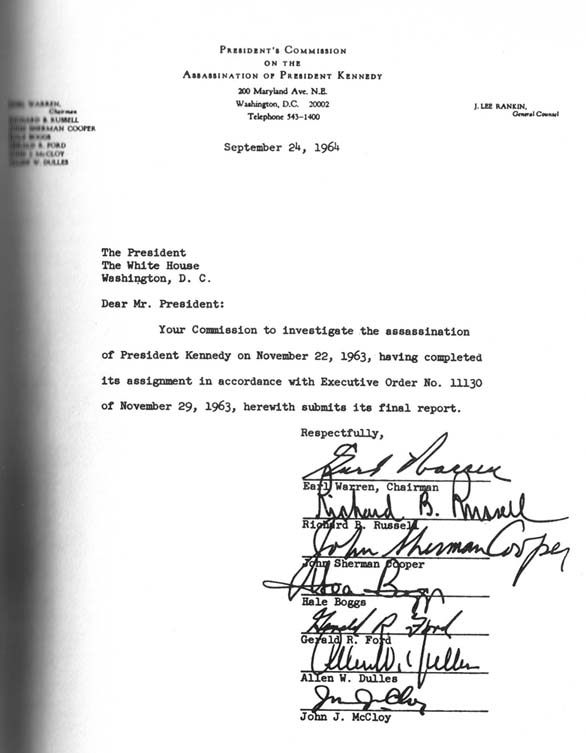
Voorblad van het eindrapport

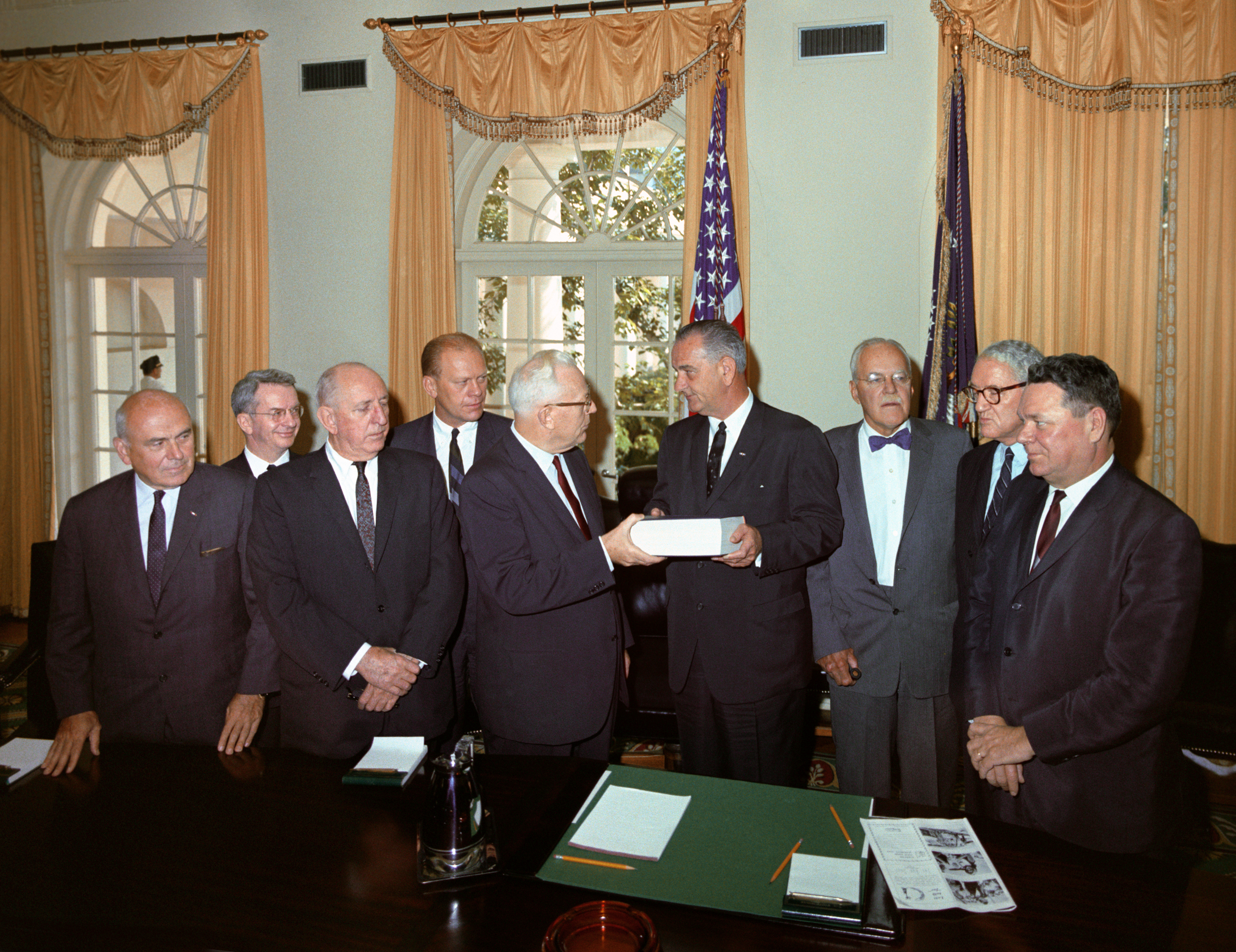
De commissie-Warren presenteert het eindrappoort aan president Johnson

De Commissie-Warren (Warren Commission), officieel The President's Commission on the Assassination of President Kennedy geheten, onderzocht de moord op de Amerikaanse president John F. Kennedy. De commissie bestond uit zeven leden met als voorzitter opperrechter Earl Warren en als een van de leden de latere president Gerald Ford. Zij schreven in 1964 een 888 bladzijden tellend rapport over de moord plus 26 delen getuigschriften en annexen (een totaal van 26.000 bladzijden). Het rapport werd op 24 september 1964 gepresenteerd aan president Johnson.

## Inhoud
De Commissie-Warren presenteerde een lijvig boekwerk. Het was opgedeeld in de volgende stukken;
- Het algemene rapport - Een lijst met de conclusies die de commissie trok met verwijzingen naar bewijsmateriaal.[1]
- Warren-Commissie verhoren en bewijsstukken - De commissie maakte verslag op van de getuigenverklaringen die afgenomen werden door de raadsmannen van de commissie. Dit deel bevat ook een lijst met gefotografeerde bewijsstukken.[2]
- Uitvoerende sessies van de Commissie-Warren - De commissie maakte transcripten van de vergaderingen binnenskamers. In de vergaderingen nam de commissie het aangeleverde bewijs nog eens door.[3]
- Vergaderingen van de staf van de Commissie-Warren - De commissie maakte transcripten van de stafvergaderingen binnenskamers.[4]
- Documenten van de Commissie-Warren - De commissie publiceerde in totaal 50.000 documenten die zij ontvingen. Deze documenten kwamen o.a. van de CIA, de FBI, de Secret Service, van Binnenlandse Zaken en de politie van Dallas.[5]
- Ballistieke bevindingen van de Commissie-Warren - De commissie besteedde nog een dossier aan het rapport van de kogels en het geweer. De wonden van Kennedy worden hier ook uitgebreid besproken.[6]

## Conclusies

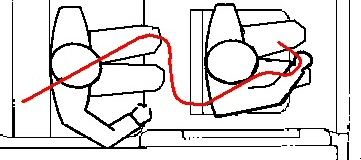
De magischekogel-hypothese

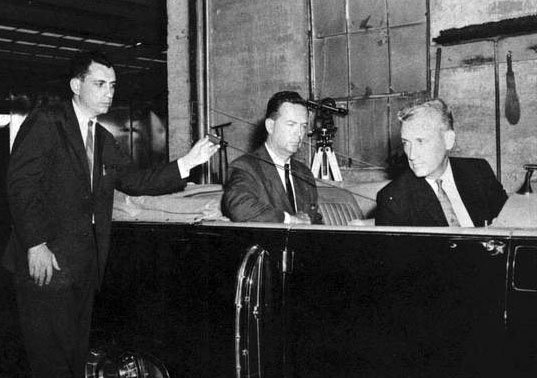
Arlen Specter (links) die een reconstructie uitvoert

De conclusies van de commissie waren: er werden tijdens de moordaanslag drie kogels afgeschoten en Lee Harvey Oswald heeft ze alle drie vanuit de Texas School Book Depository afgevuurd.
Volgens de commissie:
- Waren alle wonden van personen in de wagen waarschijnlijk door twee kogels veroorzaakt en dus moet een van de schoten de wagen gemist hebben. Maar de commissie kon geen conclusie trekken over welk schot hen gemist had (in 1979 ging de House Select Committee on Assassinations (HSCA) akkoord met die conclusie);
- Was het eerste schot raak: het doorboorde Kennedy hoog in de rug, ging door zijn keel, kwam via de hals naar buiten en ging daarna waarschijnlijk verder en veroorzaakte alle verwondingen van gouverneur John Connally (deze beredenering staat bekend als de "single bullet theory" ook wel "the magic bullet theory" genoemd. In 1979 ging de House Select Committee on Assassinations akkoord met die conclusie met een licht andere timing);
- Raakte het tweede schot Kennedy 4,8 tot 5,6 seconden later in de achterzijde van zijn hoofd.

## Leden
De commissie bestond allereerst uit een select aantal politici; de republikeinse rechter Earl Warren was de voorzitter.
Verder bestond de commissie uit raadsmannen en werd deze voorgezeten door J. Lee Rankin.
De operationele staf van de commissie, die ook zetelde, verzorgde o.a. de reconstructies.
Wat volgt is een lijst van leden (members) van de Commissie-Warren;
| Commissieleden                  | Commissieleden                 | Commissieleden        |
| Naam                            | Politieke functie              | Functie in Commissie  |
| ------------------------------- | ------------------------------ | --------------------- |
| Earl Warren                     | Magistraat                     | Chairman (Voorzitter) |
| Richard Russel jr.              | U.S. Senator                   | Member                |
| John Sherman Cooper             | U.S. Senator                   | Member                |
| Hale Bogges                     | U.S. Representative            | House Majority Leader |
| Gerald Ford                     | U.S. Representative            | House Minority Leader |
| Allen Welsh Dulles              | Voormalig directeur van de CIA | Member                |
| John McCloy                     | Geen                           | Member                |
| Commissieraadsmannen            |                                |                       |
| Naam                            | Functie in Commissie           |                       |
| J. Lee Rankin                   | General Counsel                |                       |
| Howard P. Willens               | Liason                         |                       |
| Arlen Specter                   | Officier van Justitie          |                       |
| Francis William Holbrooke Adams | Raadsman                       |                       |
| Joseph A. Ball                  | Idem                           |                       |
| David W. Belin                  | Idem                           |                       |
| William T. Coleman, Jr.         | Idem                           |                       |
| Melvin Aron Eisenberg           | Idem                           |                       |
| Burt W. Griffin                 | Idem                           |                       |
| Leon D. Hubert, Jr.             | Idem                           |                       |
| Albert E. Jenner, Jr.           | Idem                           |                       |
| Wesley J. Liebeler              | Idem                           |                       |
| Norman Redlich                  | Idem                           |                       |
| W. David Slawson                | Idem                           |                       |
| Samuel A. Stern                 | Idem                           |                       |

## Stafleden
| Naam                        |
| --------------------------- |
| Philip Barson               |
| Edward A. Conroy            |
| John Hart Ely (1938-2003)   |
| Alfred Goldberg             |
| Murray J. Laulicht          |
| Arthur J. Marmor            |
| Richard M. Mosk (1939-)     |
| John J. O'Brien (1919-2001) |
| Stuart R. Pollak (1937-)    |
| Alfredda Scobey             |
| Charles N. Shaffer, Jr.     |
| Lloyd L. Weinreb (1936-)    |